# Землетрясение в Республике Дагестан (2022)
Землетрясение в Дагестане 2022 года или Гунибское землетрясение — землетрясение магнитудой 6.0 по шкале Рихтера произошло утром 8 декабря в 06:42 по Всемирному координированному времени или в 09:42 по местному московскому (UTC+3:00). Эпицентр землетрясения находился в 109 км юго-западнее от города Махачкалы. Глубина гипоцентра составила 25-63 км. Ближайшим к эпицентру населённым пунктом было селение Гуниб, Гунибского района республики Дагестан в точке с координатами 42°13′52″ с. ш. 46°52′26″ в. д.. Сейсмическому событию предшествовал форшок 30 ноября 2022 года (координаты 42°10′ с. ш. 46°49′ в. д.). После основного землетрясения последовали 16 афтершоков в период с 8 по 17 декабря 2022 года. Наибольшее число афтершоков зарегистрировано в первые три дня (с 8 по 10 декабря). Афтершоковое поле образовалось  в форме эллипса с осями 28 на 38 километров. За всё время события по 17 декабря  глубина афтершоков только возрастала.

## Районы землетрясения
Интенсивность землетрясения в районе 6.0 баллов по шкале Рихтера охватила площадь около 690 км2. Недалеко от эпицентра находились сёла Чох, Гуниб, Ругуджа, Бограда, Купа, Бухты и Цудахар. В этих населённых пунктах пострадали отдельные дома: появились трещины в стенах и перекрытиях, выпала облицовка стен, отвалились куски штукатурки потолков. Многие ощущали сильные толчки снизу. По словам очевидцев, дрожали окна, звенела посуда, в некоторых жилищах выпадали предметы из шкафов. 
Территория площадью около 9570 км2 характеризуется интенсивностью сотрясений 5—6 баллов, где расположились селения: Кумух, Леваши, Аракани, Хунзах, Какашура.
Пятибальное землетрясение отмечалось в сёлах Кули, Унцукуль, Верхнее Инхо, Нижнее Инхо, Буйнакск, Каранай, Тлярата, Карабудахкент. Во время землетрясения раскачивались люстры, дребезжала посуда, в некоторых домах появились тонкие трещины в штукатурке стен и потолков. В некоторых домах упали лёгкие предметы.
Площадь толчков 4—5 и 4 баллов составила около 42200 км2, где расположены населённые пункты: Сергокала, Ботлих, Дубки, Тпиг, Махачкала, Белоканы (Азербайджан), Кидро, Дылым, Сулак, Мамедкала, Рутул, Хасавюрт. Землетрясение в этих населённых пунктах ощущалось многими жителями в помещениях. Звенела посуда, дрожала мебель, раскачивались люстры. В некоторых домах появились тонкие трещины в штукатурке.
В населённых пунктах Дербент, Ахты, Касумкент, Бабаюрт, Грозный и Кизляр сила сотрясений достигла 3—4 баллов. Землетрясение замечено отдельными людьми в состоянии покоя. Дребезжала посуда, легко колебались висячие предметы, слышался гул, напоминающий шум автотранспорта.
Гунибское землетрясение ощущалось не только в Республике Дагестан, но и в других регионах Северного Кавказа — в Чечне, на Ставрополье, в Северной Осетии, в Кабардино-Балкарии, а также в соседних странах — в Азербайджане и в Грузии.

## Последствия землетрясения
В результате Гунибского землетрясения в Гумбетовском районе Дагестана произошёл камнепад, в результате которого на автодороге Хасавюрт — Тлох был повреждён автомобиль «Лада Веста». В машине находились четыре человека, в том числе и ребёнок. Трое пострадавших лёгкой степени тяжести были доставлены в больницу, а ребёнок получил тяжёлые травмы. 
Высвобожденная сейсмическая энергия составила 1.1 x 1013 Дж, что эквивалентно 3,12 гигаватт-часам, 2682 тоннам тротила или 0,2 атомным бомбам.

## История сейсмичности региона
Район Гунибского землетрясения характеризуется достаточно высокой сейсмичностью. В этом районе уже происходили сильные землетрясения: 
- 14 января 1975 года — 5.0 по шкале Рихтера
- 5 мая 1987 года — 4.8 баллов
- 21 октября 1991 года — 4.5 баллов
- 19 марта 1993 года — 4.2 балла
- 18 февраля 2001 года — с магнитудой 4.3 балла
- 5 февраля 2010 года — 4.2 балла
- 3 мая 2017 года — 5.3 по шкале Рихтера.

Магнитуда Гунибского землетрясения (М=6.0) превзошла магнитуды исторических землетрясений второй половины XX века и начала XXI века.